# Майкъл Кларк Дънкан
Майкъл Кларк Дънкан (на английски: Michael Clarke Duncan, 1957 – 2012) е американски филмов актьор роден на 10 декември 1957 г. в Чикаго, Илинойс. Една от най-известните му роли е тази на Джон Кофи в касовия филм от 1999 г. „Зеленият път“. Филмът е адаптиран по едноименния роман на Стивън Кинг и в него Дънкан си партнира с Том Ханкс в ролята на Пол Еджкомб.

## Младежки години
Майка му го отглежда сама и успява да го опази от наркотиците и алкохола – най-разпространените опасности в квартала, в който живее.
Докато учи в гимназията, Дънкан иска да играе футбол (американски), но майка му се опасява да не се нарани и не му позволява да се занимава с този спорт. В университета „Алкорн“, Мисисипи, Майкъл Кларк Дънкан изучава комуникационни системи, но заради заболяване на майка си е принуден да се откаже от учението. Завърнал се в родния си град Чикаго, той се урежда на работа в газова компания (копае траншеи), а при неговия ръст (196 см) и фигура не му е трудно да си намери и допълнителна работа като охранител в нощни клубове.

## Кариера в Холивуд
Един ден в качеството му на охранител благодарение на неговото телосложение го наема театрален продуцент и Дънкан се оказва в Холивуд. В Лос Анджелис скоро се сдобива със собствен агент, макар че дълго продължава да изкарва прехраната си основно благодарение на внушителната си фигура като бодигард – впрочем, сред клиентите, за чиято безопасност се е налагало да се грижи, са били и Уил Смит, Мартин Лорънс, Джейми Фокс и Ел Ел Кул Джей. Своят актьорски път Майкъл Кларк Дънкан започва в телевизията, снима се в рекламни клипове, „сапунени опери“, телевизионни сериали. В първите си появи в киното обикновено играе отново телохранител. В това му качество можем да го видим във филмите „The Players Club" и „Сенаторът“ на Уорън Бийти.
Пробива си начинаещият актьор прави с фантастичния блокбъстър „Армагедон“. Големият успех на филма му позволява да получава роли в престижни холивудски проекти. В „Зеленият път“ (1999), заснет от Франк Дарабонт по книгата на Стивън Кинг, Дънкан играе ролята на Джон Кофи – това става благодарение на колегата му от „Армагедон“ Брус Уилис, който се обажда на Франк Дарабонт и успява да го убеди колко подходящ за ролята е Майкъл. Играта му в „Зеленият път“ е оценена високо от критиците и актьорът получава няколко награди, както и номинации за „Оскар“ и „Златен глобус“.
Майкъл Кларк Дънкан играе една от главните роли заедно с Брус Уилис и Матю Пери и в криминалната комедия Девет ярда (2000) на Джонатан Лин. Общо филмите, в които е играл заедно с Брус Уилис, са 4 – останалите два са Закуска за шампиони (1999) и Град на греха (2005). Героят му в Дявол на доброто (2003) – Уилсън Фиск – Кингпин, първо се появява като враг на Спайдърмен, докато Франк Милър не го превръща в основния противник на Деърдевил. Дънкан е играл Кингпин и срещу двамата супергерои, а също и в анимационния Спайдър-Мен: Новият анимационен сериал (2003).